# História da Inquisição na França
História da Inquisição na França é um livro sobre julgamentos de bruxas no início do período moderno publicado em 1829 em francês (1786-1864), supostamente com base em seu acesso sem precedentes aos arquivos da Igreja em Toulouse, concedido por um bispo francês. Agora é considerado uma falsificação.
Os relatos dramáticos é de gelar o sangue de Histoire foram incorporados como fonte primária em muitos outros volumes, notadamente os livros alemães de Joseph Hansen (1862-1943), alemão de Quellen und Untersuchungen zur Geschichte des Hexenwahns und der Hexenverfolgung im Mittelalter ("Fontes e investigações sobre a história da mania de bruxas e caça às bruxas na Idade Média"), que por sua vez se tornou a fonte de muitas outras obras. Por fim, o trabalho de Lamothe-Langon se tornou a única ou principal fonte primária de uma parte substancial das crenças populares e históricas do século XX sobre a Inquisição, bruxaria, tortura e jurisprudência no período medieval.
No início dos anos 70, os historiadores Norman Cohn e Richard Kieckhefer descobriram independentemente que o Histoire era uma falsificação. O arquivo de Lamothe-Langon não existia, ele não possuía as habilidades paleográficas para ler livros daquela época, vários eventos importantes que ele descreveu não poderiam ter ocorrido, e seu livro estava cheio de anacronismos.
Antes de fabricar o Histoire, Lamothe-Langon era autor de romances de terror góticos. Posteriormente, ele forjou várias autobiografias de figuras históricas francesas.